# Deutsches Münzen Magazin
Deutsches Münzen Magazin (Internationale Fachzeitschrift für alte und neue Numismatik) ist der Titel einer seit 1987 im EMS-Verlag (Stuttgart) erscheinenden – und Europas größten – Zeitschrift über Münzfachkunde. Chefredakteur, Herausgeber und Mitbegründer ist Wolfgang Erzinger. Jährlich erscheinen sechs Ausgaben des Magazins; jeweils zum Anfang der Monate Januar, März, Mai, Juli, September und November. Seit der Ausgabe 3/2004 liegt der Preis bei 4,50 € pro Ausgabe; ein Abonnement kostet jährlich 22,8 €. Bisher wird das DMM nur über Bahnhofsbuchhandlungen vertrieben.

## Inhalt
In den Jahren 1994 und 1995 lag dem Magazin das Telefonkarten-Magazin bei und seit 1996 ist in die Heftmitte das MDM-Journal; eine Kundeninformation der MDM Münzhandelsgesellschaft mbH Deutsche Münze, eingeheftet.
Die Berichterstattung erfolgt hauptsächlich über (deutsche) Euromünzen (vor Einführung des Euros wurde schwerpunktmäßig über deutsche Gedenkmünzen sowie die Vorlaufwährungen der Euro-Länder berichtet), aktuelle Sportveranstaltungen wie zum Beispiel die Olympischen Spiele, Fußball-Weltmeisterschaften und Fußball-Europameisterschaften, den Münzprogrammen Kanadas, der Vereinigten Staaten, des Vereinigten Königreichs, Chinas und Russlands. Außerdem wird über Anlagemünzen, historische Münzen (geprägt in Gold und Silber), kleinste Goldmünzen und Porträts über Länder und Münzstätten berichtet.

## Münze des Jahres
Seit 1988 ruft das DMM seine Leser dazu auf, die „Münze des Jahres“ zu wählen.
| Jahr | Land         | Motiv                           | Metall |
| ---- | ------------ | ------------------------------- | ------ |
| 1988 | Frankreich   | Fraternité                      | Gold   |
| 1989 | DDR          | Quadriga                        | Silber |
| 1990 | Russland     | Peter der Große                 | Gold   |
| 1991 | Österreich   | Mozart                          | Gold   |
| 1992 | USA          | Kolumbus                        | Gold   |
| 1993 | Österreich   | Maria Theresia                  | Gold   |
| 1994 | Kanada       | Träum. Mädchen                  | Gold   |
| 1995 | BRD          | Dresden                         | Silber |
| 1996 | Kanada       | Klondike                        | Gold   |
| 1997 | Österreich   | Marie-Antoin                    | Gold   |
| 1998 | BRD          | 50 Jahre D-Mark                 | Silber |
| 1999 | BRD          | Goethe/Weimar                   | Silber |
| 2000 | Frankreich   | Europa                          | Gold   |
| 2001 | BRD          | Abschied D-Mark                 | Gold   |
| 2002 | BRD          | Einführung Euro                 | Gold   |
| 2003 | BRD          | Quedlinburg                     | Gold   |
| 2003 | Kanada       | Marquis-Weizen                  | Gold   |
| 2004 | BRD          | Bamberg                         | Gold   |
| 2004 | Griechenland | Athen 2004                      | Gold   |
| 2023 | BRD          | 100. Geburtstag Vicco von Bülow | Silber |